# Сотовые телефоны Siemens
Сотовые телефоны Siemens — сотовые телефоны, выпускавшиеся подразделением Siemens Mobile компании Siemens AG до 2005 года. Именно в телефонах этой марки впервые появились такие инновации, как цветной экран, MP3-плеер, форм-фактор «слайдер», карты памяти. Из-за достаточно высокого качества и относительно небольшой стоимости телефоны пользовались популярностью в СНГ, а также в некоторых странах Европы, например, в Чехии, Польше, Германии и т. д. Но начиная с 65-й серии популярность производителя в Европе сильно упала.
Несмотря на то, что телефоны 45-й и 55-й серий были очень успешны, выпущенная 65-я серия не смогла успешно конкурировать с телефонами других производителей из-за не очень удачных технических решений и плохого менеджмента. 75-я серия не исправила ситуацию, и в 2005 году подразделение Siemens Mobile было признано убыточным, а в октябре того же года продано компании BenQ.

## История
- 1985: начата продажа первого мобильного телефона Siemens: Siemens Mobiltelefon C1.
- 1994: начата продажа Siemens S1 — первого телефона марки, работающего в сетях GSM.
- 1999: Создан первый в мире сотовый телефон в форм-факторе слайдер (Siemens SL10).
- 2000: приобретение мобильного подразделения фирмы Bosch.
- 2000: Создан первый в мире сотовый телефон GSM c MP3-плеером и поддержкой карт памяти MultiMediaCard (Siemens SL45).
- 2003: начата продажа Siemens MC60 — первого телефона марки с фотокамерой.
- 2003: начата продажа Siemens SX1 первого телефона марки на Symbian OS.
- 2003: начата продажа первой коллекции провальной линейки модных телефонов Xelibri.
- 2005: начало продаж первого телефона марки с поддержкой GPS и одного из первых телефонов с полной реализацией этой функции — SXG75.
- 2005: Siemens Mobile выкупила тайваньская компания BenQ, организовав компанию BenQ Mobile GmbH & Co. OHG. В связи с этим планировалось в течение 5 лет выпускать аппараты под маркой BenQ-Siemens, а в дальнейшем под маркой BenQ.
- 2006: начата продажа первых телефонов под маркой BenQ-Siemens.
- 2006: Банкротство BenQ Mobile GmbH & Co. OHG.
- 2007: Отказ от марки BenQ-Siemens в пользу BenQ.

## Классификация

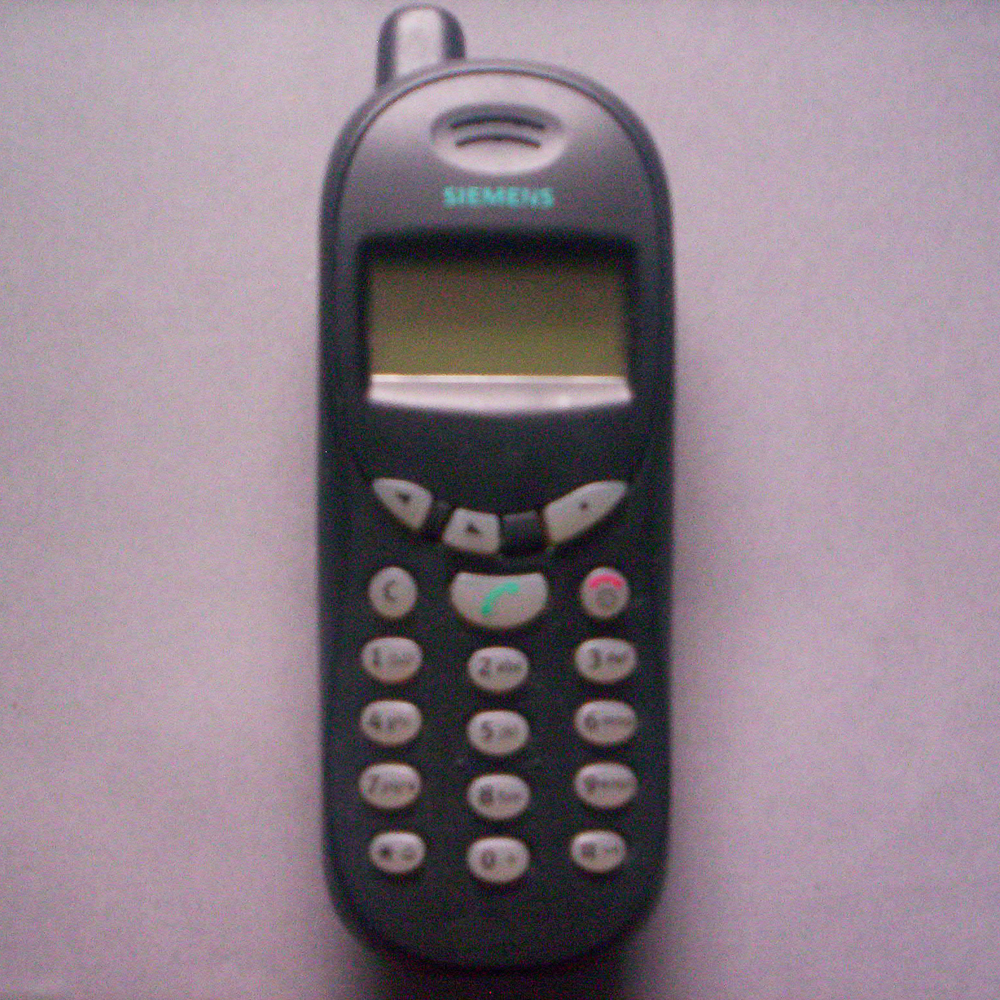
Siemens A35

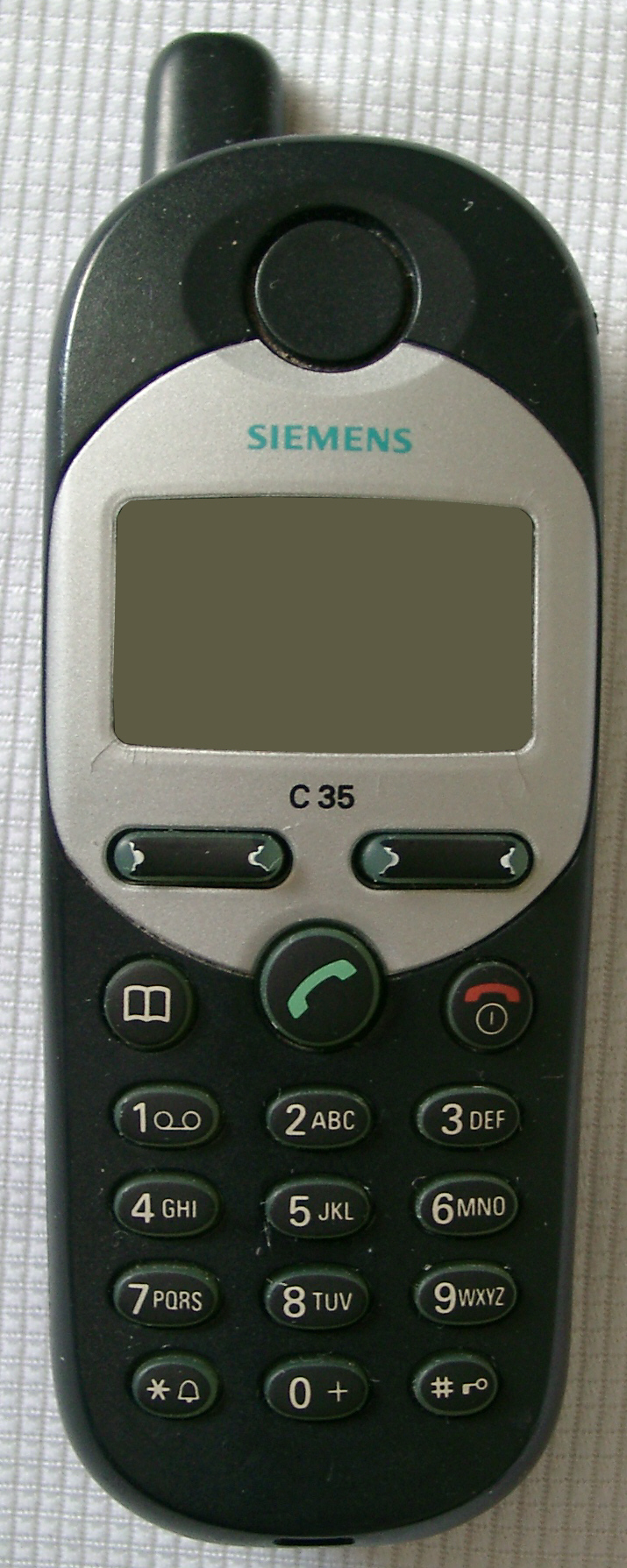
Siemens C35

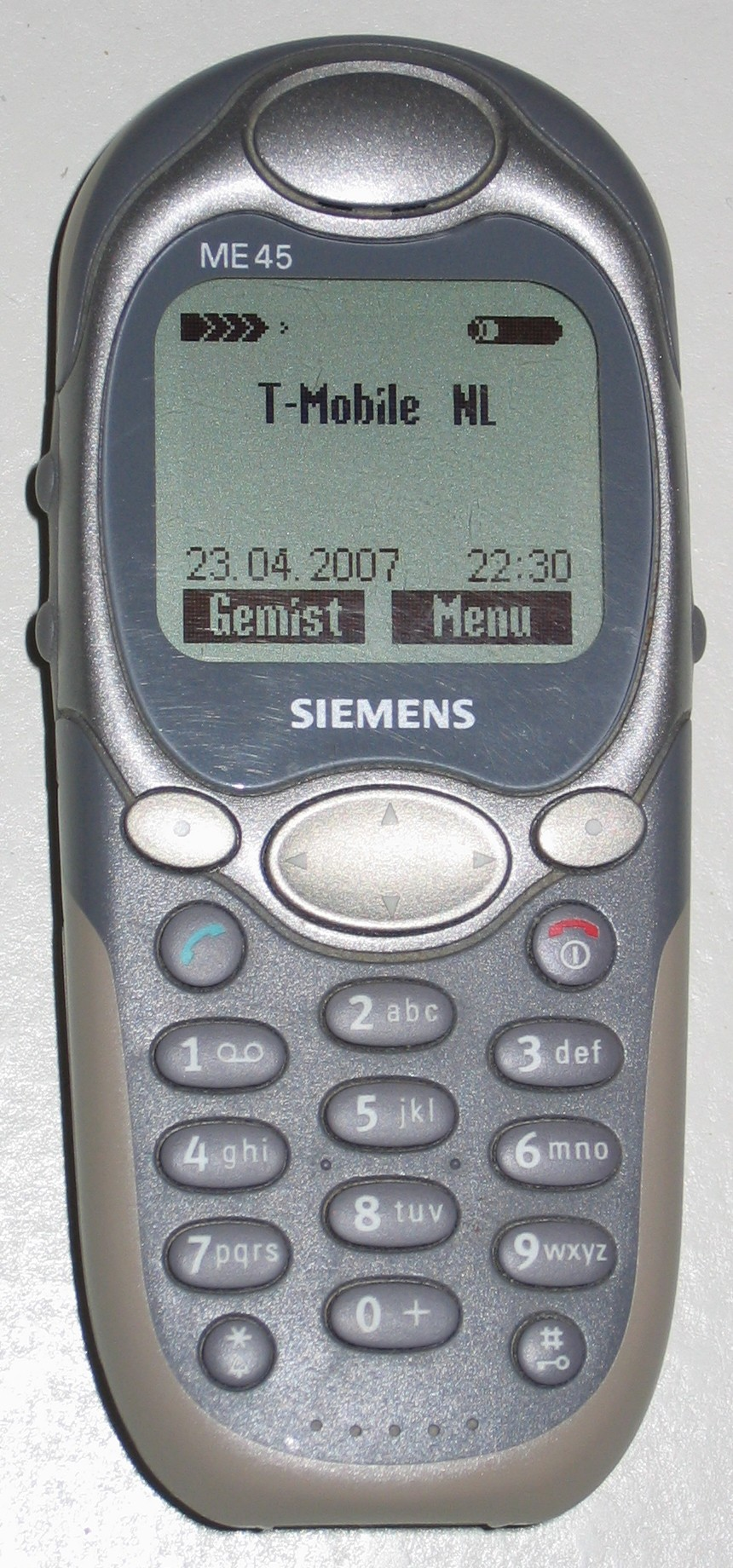
Siemens ME45

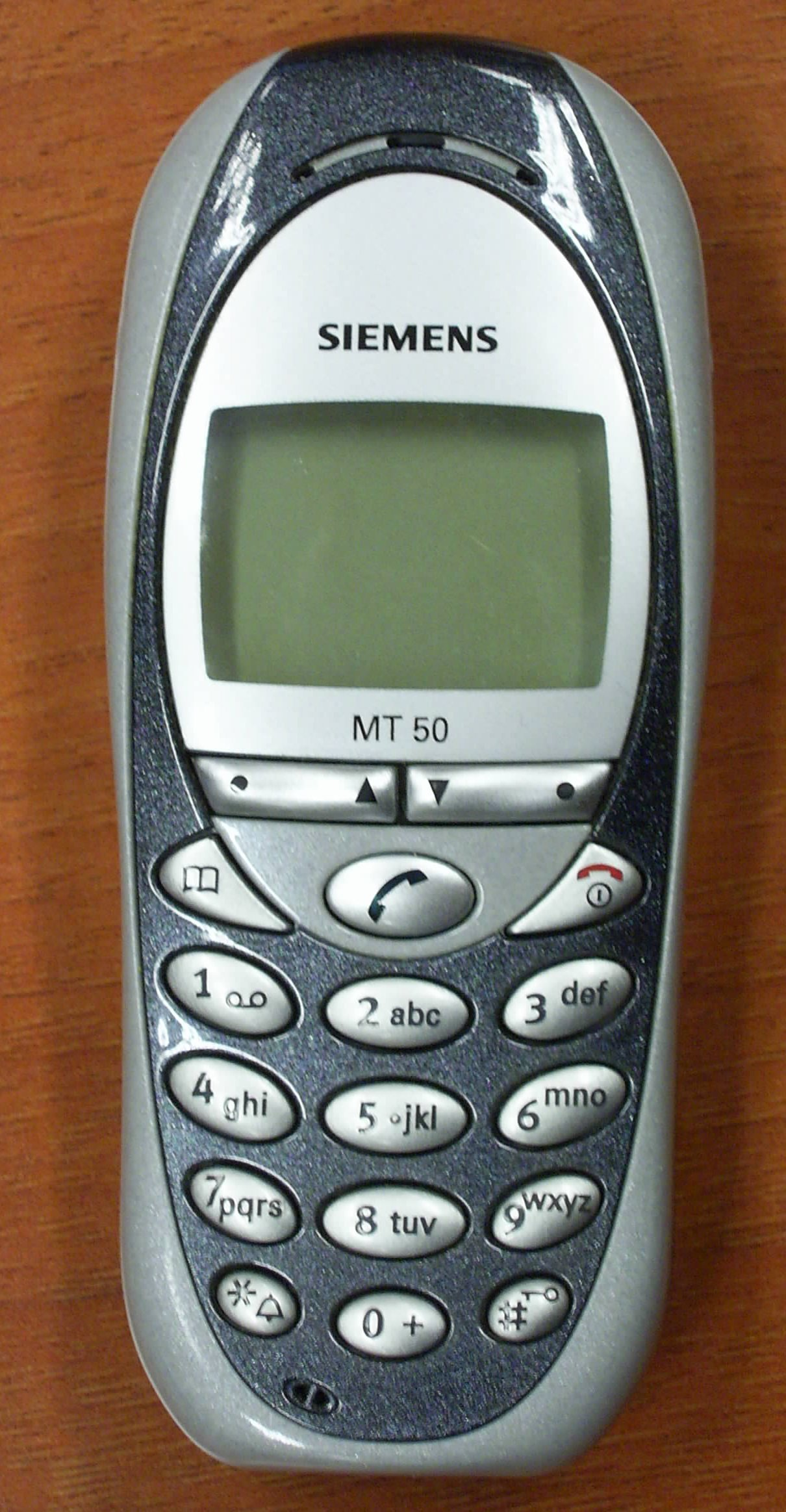
Siemens MT50

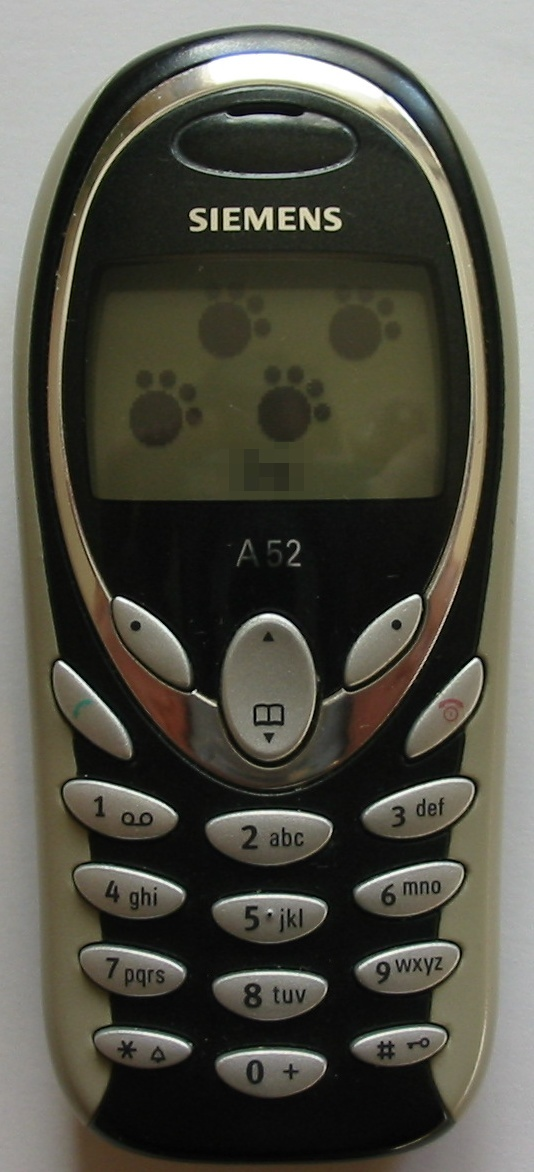
Siemens A52/A55

Siemens A70

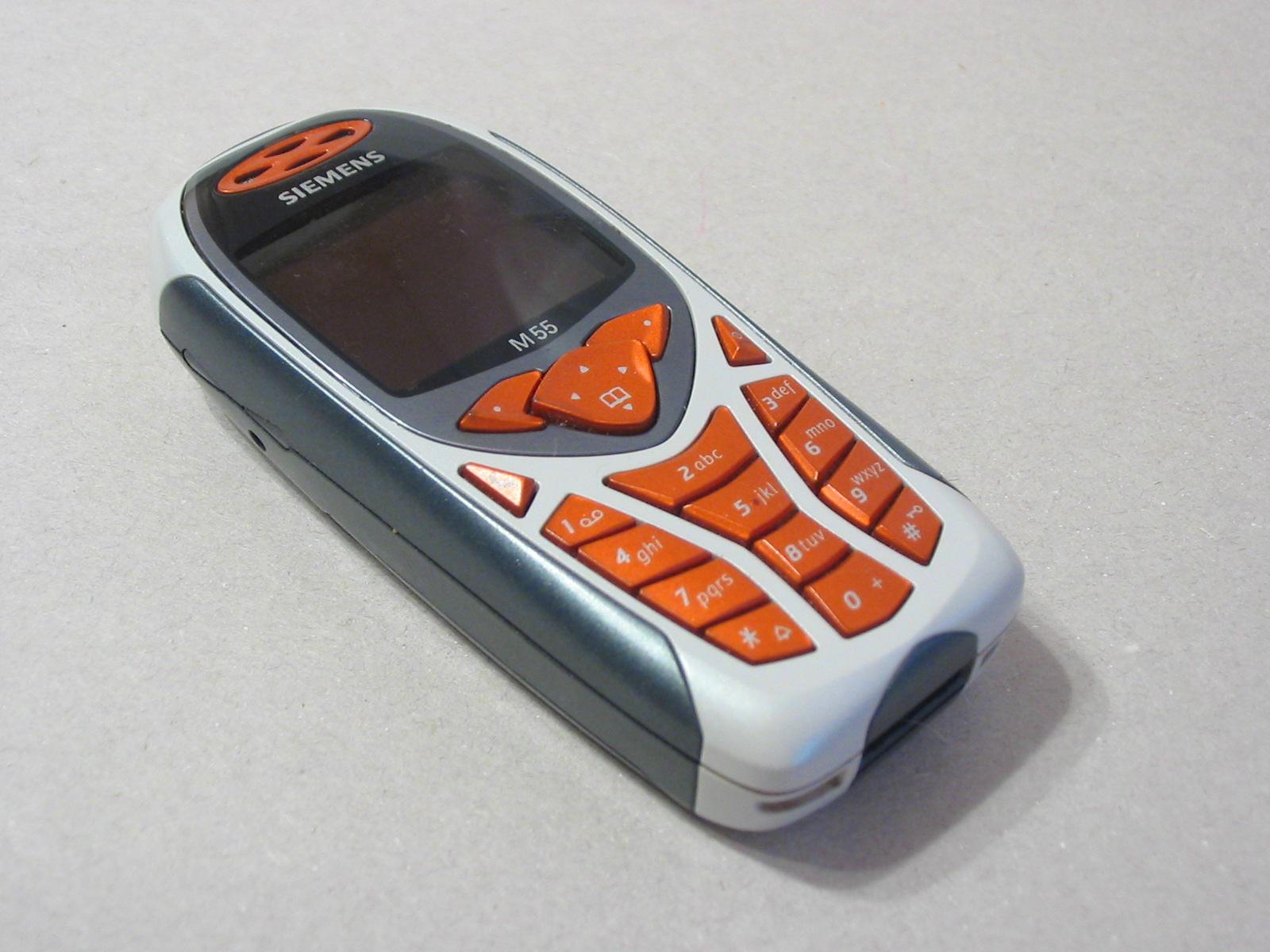
Siemens M55

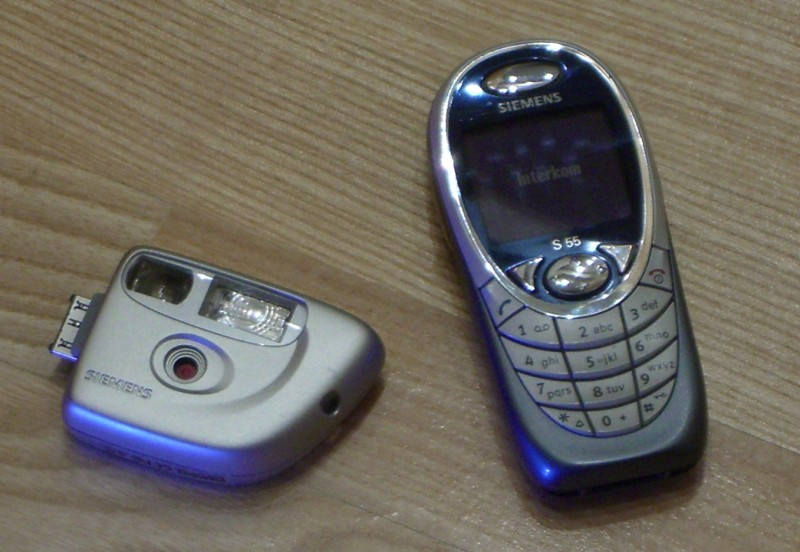
Siemens S55 и подключаемая фотокамера

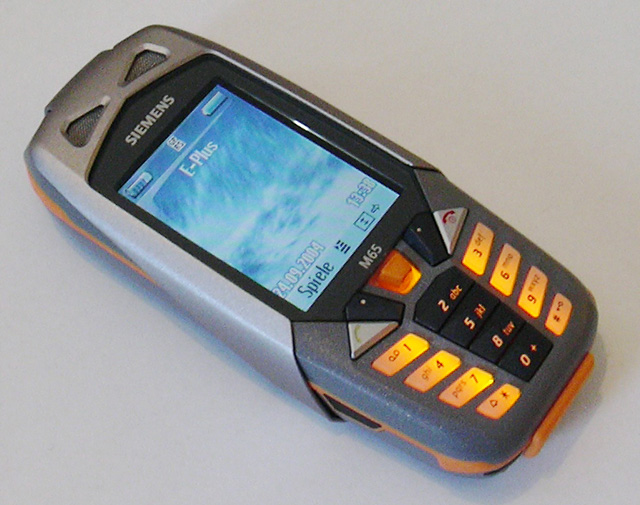
Siemens M65

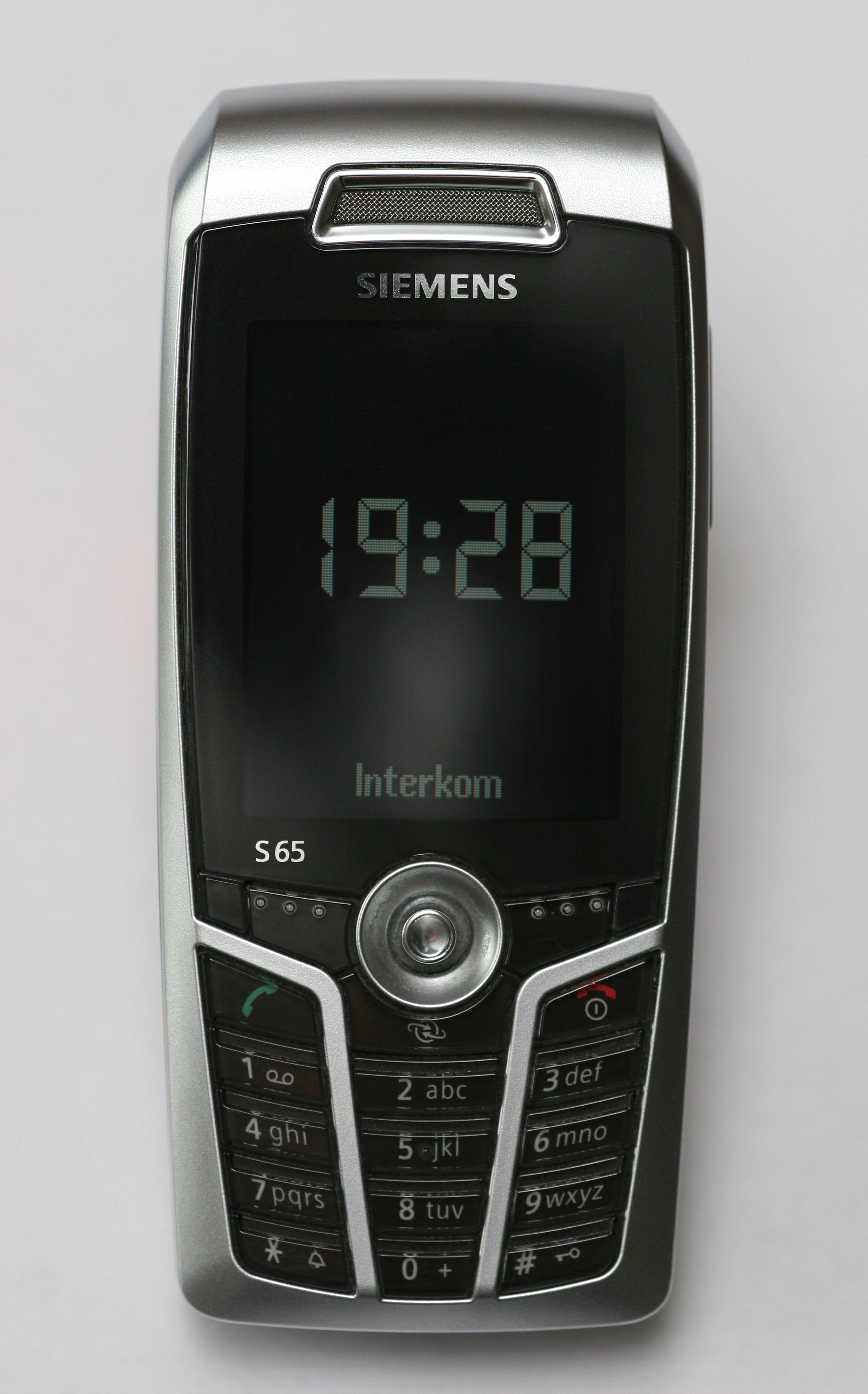
Siemens S65

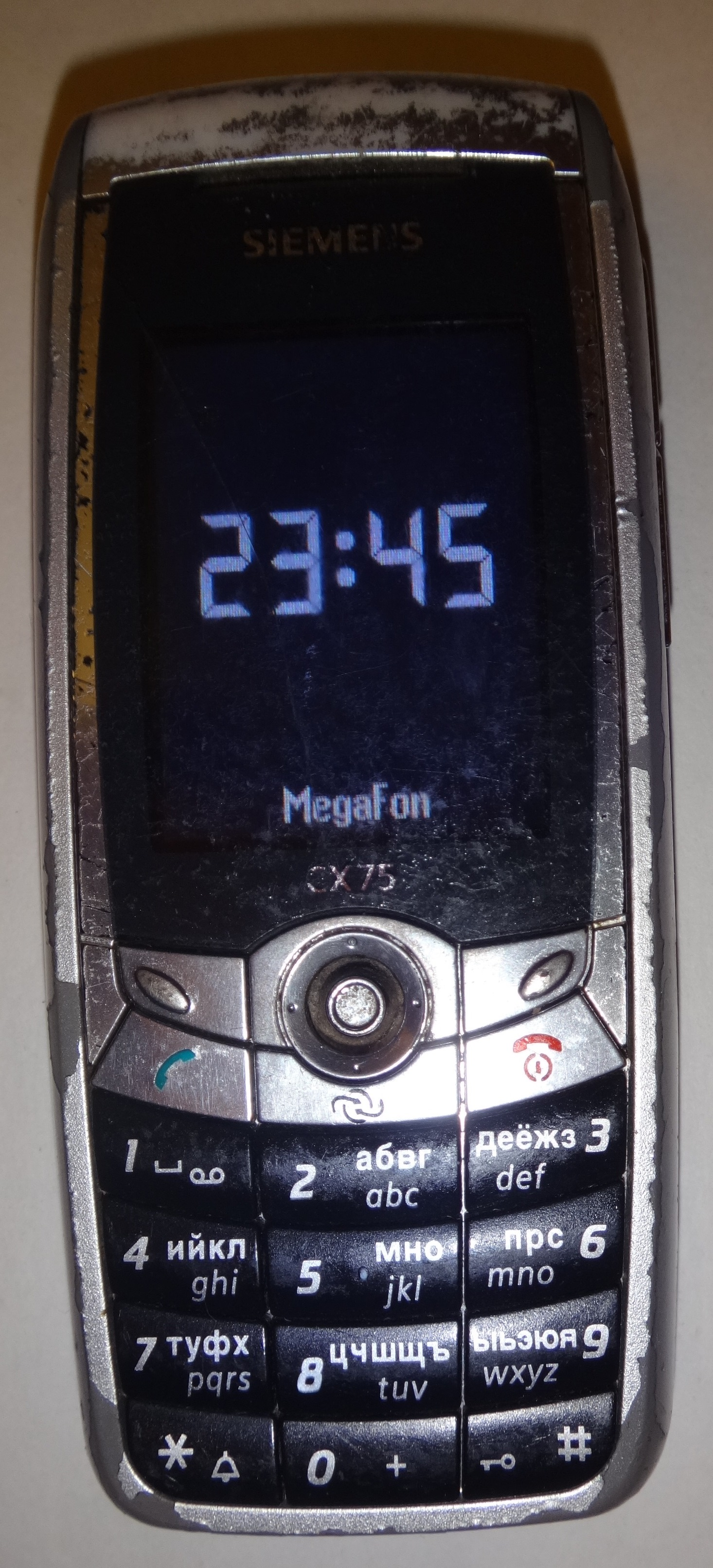
Siemens CX75

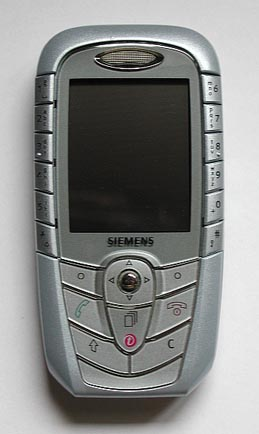
Siemens SX1

Телефоны имеют следующую классификацию:
- А — бюджетные телефоны, имеющие только необходимые функции, имеют низкую цену.
- С — телефоны, рассчитанные на среднего покупателя, наделены бо́льшим количеством функций, нежели бюджетные, но по качеству уступают более дорогим моделям.
- Е — имиджевые телефоны. Исключительное превосходство, дизайн и выдающиеся функции (кроме Siemens ME75).
- М — «спортивные» телефоны, имеющие защищённый или упрочнённый корпус и соответствующий дизайн, начинка, как правило, соответствует классу C.
- S — бизнес-телефоны, наделены большим количеством функций, имеют соответствующее качество исполнения.
- xF — «раскладушки».
- xL — слайдеры. (исключения — Siemens SL45, Siemens CL75).
- xХ — с расширенными функциями.
- xK — телефоны, наделенные полноценной QWERTY-клавиатурой (Siemens SK65).

Внутри класса цифры имеют следующее значение:
- Первая цифра обозначает поколение телефона. Телефонами первого поколения также являются модели, в которых присутствуют цифры 1, 6, 8.
- Вторая цифра (1—9) обозначает уровень функциональности телефона.

## Список моделей Siemens и BenQ-Siemens, выпускавшихся под брендом Siemens
| модель      | выход на рынок | масса | встроенную память |
| ----------- | -------------- | ----- | ----------------- |
| Siemens A31 | 2005           | ?     | ?                 |
| Siemens A35 | 2000           | 120 г | нет               |
| Siemens A36 | 2000           | 120 г | нет               |
| Siemens A38 | 2006           | ?     | ?                 |
| Siemens A40 | 2001           | 122 г | нет               |
| Siemens A50 | 2002           | 95 г  | нет               |
| Siemens A51 | 2004           | 84 г  | нет               |
| Siemens A52 | 2003           | 84 г  | нет               |
| Siemens A53 | 2004           | 84 г  | нет               |
| Siemens A55 | 2003           | 84 г  | 120 Кб            |
| Siemens A56 | 2004           | 84 г  | нет               |

- Siemens A56i
- Siemens A57
- Siemens A60
- Siemens A62
- Siemens A65
- Siemens A70
- Siemens A71
- Siemens A75
- Siemens A76
- Siemens AF51
- Siemens AL21
- Siemens AP75
- Siemens AX72
- Siemens AX75
- Siemens AX76
- Siemens C1
- Siemens C2
- Siemens C3
- Siemens C4
- Siemens C5
- Siemens C7i
- Siemens C10
- Siemens C11
- Siemens C25
- Siemens C28
- Siemens C30
- Siemens C35
- Siemens C35i
- Siemens C45
- Siemens C55
- Siemens C56
- Siemens C60
- Siemens C61
- Siemens C62
- Siemens C65
- Siemens C6C
- Siemens C6V
- Siemens CT65
- Siemens C66
- Siemens C70
- Siemens C72
- Siemens C75
- Siemens C81
- Siemens C110
- Siemens CC75 (выпуск отменён)
- Siemens CF61
- Siemens CF62
- Siemens CF65
- Siemens CF75
- Siemens CF110
- Siemens CFX65
- Siemens CL50
- Siemens CL55
- Siemens CL71
- Siemens CL75
- Siemens CX65
- Siemens CX6C
- Siemens CX6V
- Siemens CXT65
- Siemens CXV65
- Siemens CX70
- Siemens CX70 Emoty
- Siemens CXT70
- Siemens CXV70
- Siemens CX75
- Siemens CX7V
- Siemens CX7I
- Siemens IC35
- Siemens E10
- Siemens E620
- Siemens M30
- Siemens M35
- Siemens M35i
- Siemens M45
- Siemens M46
- Siemens M50
- Siemens M55
- Siemens M56
- Siemens M65
- Siemens M65 Rescue Edition
- Siemens M6C
- Siemens M6V
- Siemens M75
- Siemens M77
- Siemens MC60
- Siemens ME45
- Siemens ME75
- Siemens MT50
- Siemens P1
- Siemens PenPhone
- Siemens S1
- Siemens S3
- Siemens S3 Com
- Siemens S3 Plus
- Siemens S4
- Siemens S6
- Siemens S10
- Siemens S10 Active
- Siemens S11
- Siemens S15
- Siemens S16
- Siemens S25
- Siemens S35i
- Siemens S40
- Siemens S42
- Siemens S45
- Siemens S45i
- Siemens S55
- Siemens S55 Formula One
- Siemens S56
- Siemens S57
- Siemens S65
- Siemens S6V
- Siemens S66
- Siemens S75
- Siemens S7C
- Siemens SLV140
- Siemens SG75
- Siemens SF65
- Siemens SK65
- Siemens SK65 Burlwood
- Siemens SK6R
- Siemens SC80
- Siemens SL10
- Siemens SL25
- Siemens SL42
- Siemens SL42i
- Siemens SL45
- Siemens SL45i
- Siemens SL55
- Siemens SL55 ESCADA
- Siemens SL56
- Siemens SL65
- Siemens SL65 ESCADA Rockin' Rio
- Siemens SL65 ESCADA JEANS
- Siemens SL75
- Siemens SL75 ESCADA
- Siemens SP65
- Siemens ST55
- Siemens ST60
- Siemens SX1
- Siemens SX1 McLaren
- Siemens SX45
- Siemens SX45i
- Siemens SX56
- Siemens SX66
- Siemens SFG75
- Siemens SXG75
- Siemens U10
- Siemens U15
- Siemens XL45
- Siemens WristPhone

### ЛинейкаXelibri
- Siemens Xelibri 1
- Siemens Xelibri 2
- Siemens Xelibri 3
- Siemens Xelibri 4
- Siemens Xelibri 5
- Siemens Xelibri 6
- Siemens Xelibri 7
- Siemens Xelibri 8

## Телефоны BenQ-Siemens
- BenQ-Siemens A38
- BenQ-Siemens A58
- BenQ-Siemens AL26

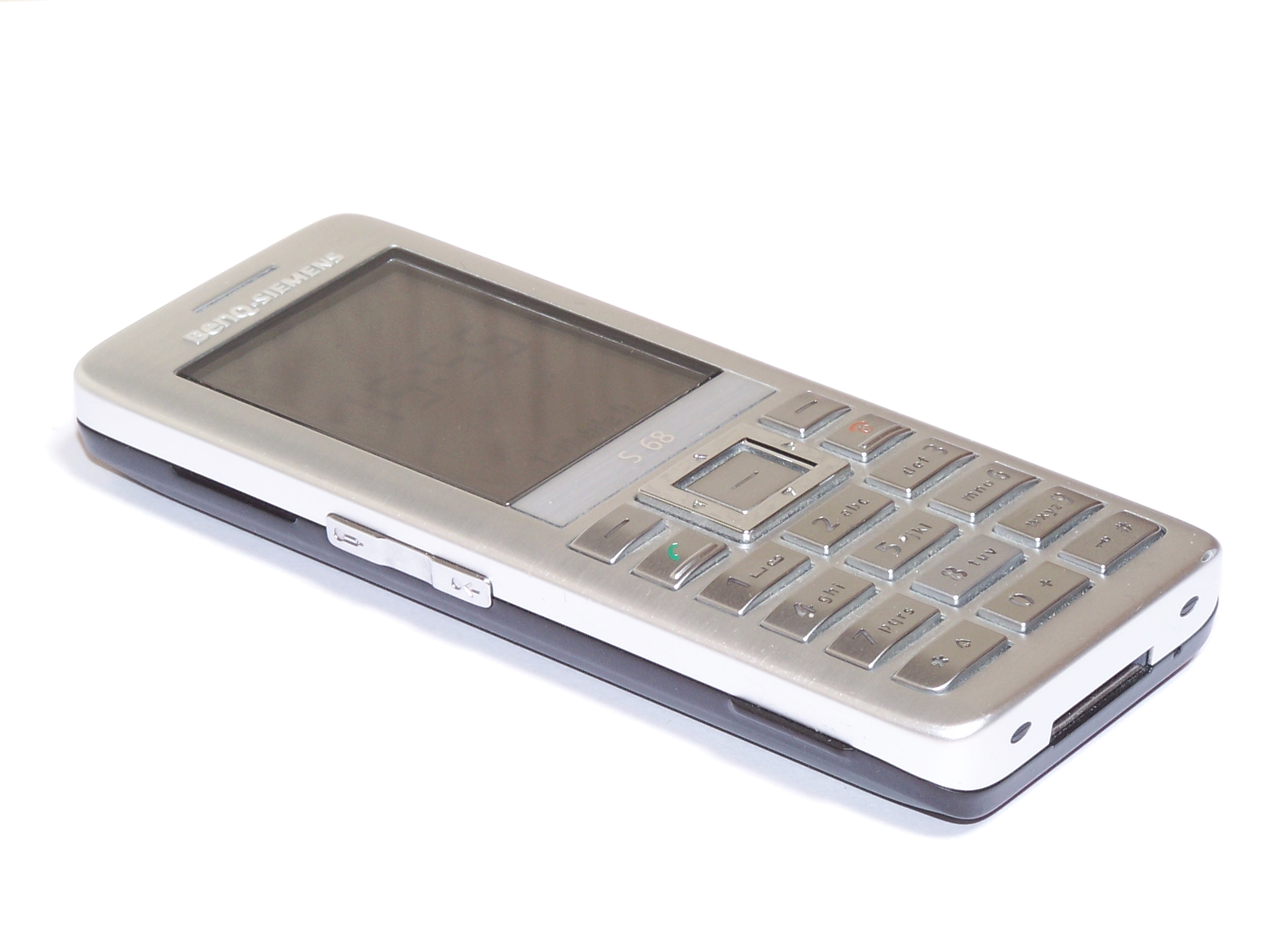
Мобильный телефон BenQ-Siemens S68

- BenQ-Siemens AL26 Hello Kitty Edition
- BenQ-Siemens C31
- BenQ-Siemens C81
- BenQ-Siemens CF61
- BenQ-Siemens CL71
- BenQ-Siemens E52
- BenQ-Siemens E61
- BenQ-Siemens E71
- BenQ-Siemens E72
- BenQ-Siemens E81
- BenQ-Siemens EF51
- BenQ-Siemens EF61
- BenQ-Siemens EF71
- BenQ-Siemens EL71

### BenQ-Siemens EF81

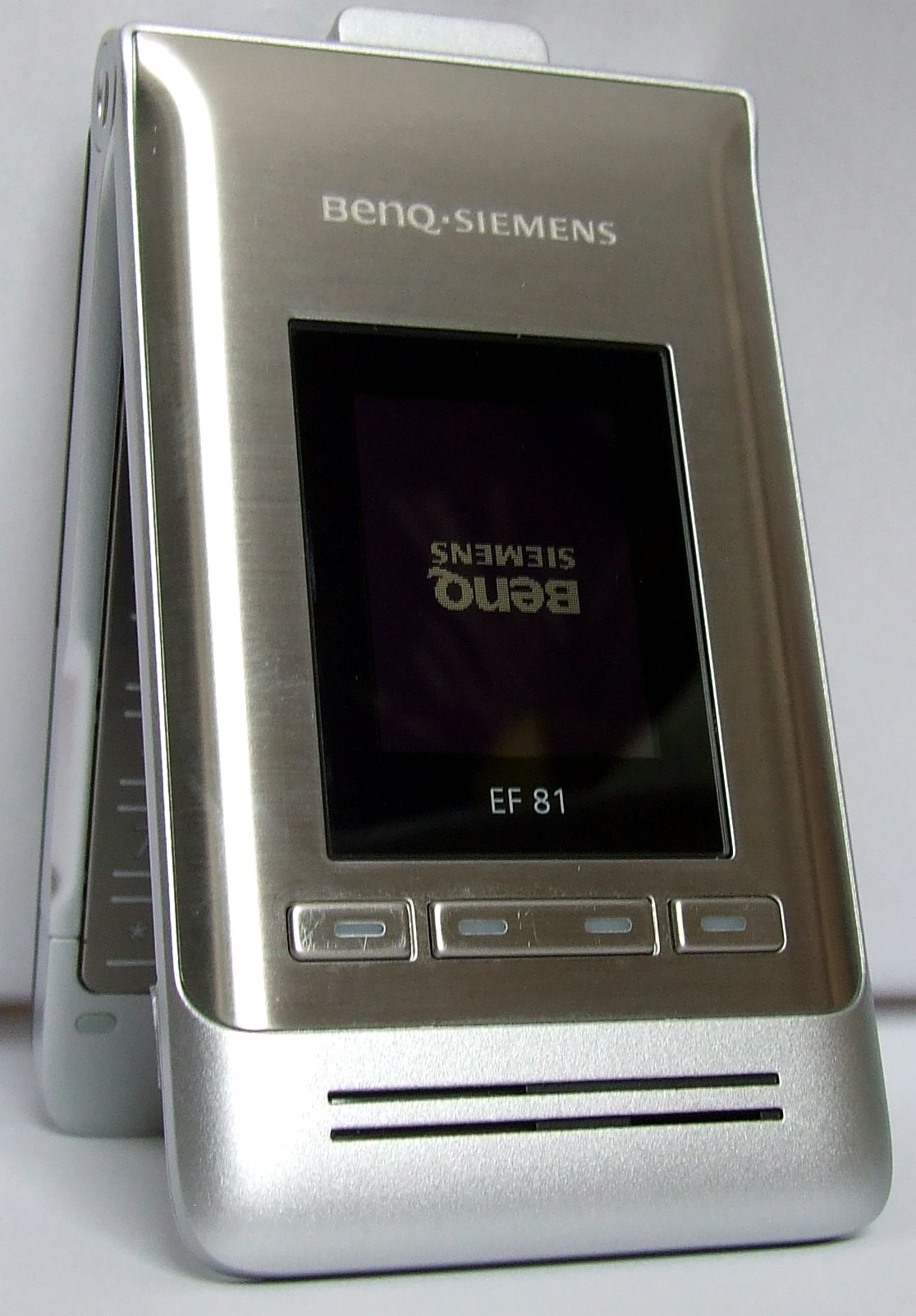
Мобильный телефон BenQ-Siemens EF81

Аппарат аналогичен телефону Motorola V3x. Телефон выполнен в виде раскладушки. В нём отсутствует GPS и радио. Аппарат частично выполнен из металла.
Поддерживаемые аудиоформаты: AAC(+,++) WAV, MP3, RM, MIDI, IMY, XMF, MMF. Поддерживаемые видеоформаты: 3GP(MPEG4, H.263) MP4(H.264, Xvid). 

Поддерживаемые форматы изображений: PNG, JPG, GIF, SWF. 

Устройство работает на чипе Qualcomm® MSM6250A.
- BenQ-Siemens EF82
- BenQ-Siemens EF91
- BenQ-Siemens M81
- BenQ-Siemens P51
- BenQ-Siemens S68
- BenQ-Siemens S81
- BenQ-Siemens S88
- BenQ-Siemens SF71
- BenQ-Siemens SL91
- BenQ-Siemens SL98